# Helina rufiguttata
Helina rufiguttata är en tvåvingeart som först beskrevs av Macquart 1851.  Helina rufiguttata ingår i släktet Helina och familjen husflugor. Inga underarter finns listade i Catalogue of Life.